# Kelly Reilly
Jessica Kelly Siobhàn Reilly (Londres, 18 de julho de 1977) é uma atriz de cinema e teatro britânica.

## Filmografia
- Heaven Is For Real (2014)
- Black Box (2014, série de televisão) como Catherine Black

A Single Shot (2013)
- Flight (2012, filme) como Nicole
- Sherlock Holmes: A Game of Shadows (2011, filme) como Mary Morstan
- Meant to Be (2009, filme) como Amanda
- Sherlock Holmes (2009, filme) como Mary Morstan
- Triage (2009, filme) como Diane
- Above Suspicion (2009, filme TV) como DC Anna Travis
- Me and Orson Welles (2008, filme) como Muriel Brassler
- Eden Lake (2008, filme) como Jenny
- He Kills Coppers (2008, filme TV) como Jeannie
- Othello (2007, peça teatral) como Desdemona
- Joe's Palace (2007, filme TV) como Charlotte
- Puffball (2007) como Liffey
- Piano/Forte (2006, peça teatral) como Louise
- A for Andromeda (2006, filme TV) como Christine/ Andromeda
- Mrs. Henderson Presents (2005) como Maureen
- Pride and Prejudice (2005, filme) como Caroline Bingley
- Les poupées russes (2005, filme) como Wendy
- Look Back in Anger (2005, peça teatral) como Alison
- The Libertine (2005, filme) como Jane
- After Miss Julie (2003-2004, peça teatral) como Miss Julie
- Sexual Perversity in Chicago (2003, peça teatral) como Deborah
- A Prayer for Owen Meany: On Faith (2002, peça teatral) como Tabitha
- L'auberge espagnole (2002, filme) como Wendy
- Blasted (2001, peça teatral) como Cate
- Last Orders (2001, filme TV) como a jovem Amy
- Peaches (2000, filme) como Cherry
- The Graduate (2000, peça teatral) como Elaine
- Tomorrow Week (2000, peça radiofônica) como Kath
- Three Sisters (1999, peça teatral) como Irina
- The London Cuckholds (1998, peça teatral) como Peggy
- Elton John's Glasses (1997, peça teatral) como Amy